# Медаль «В память о войне 1914—1918» (Франция)

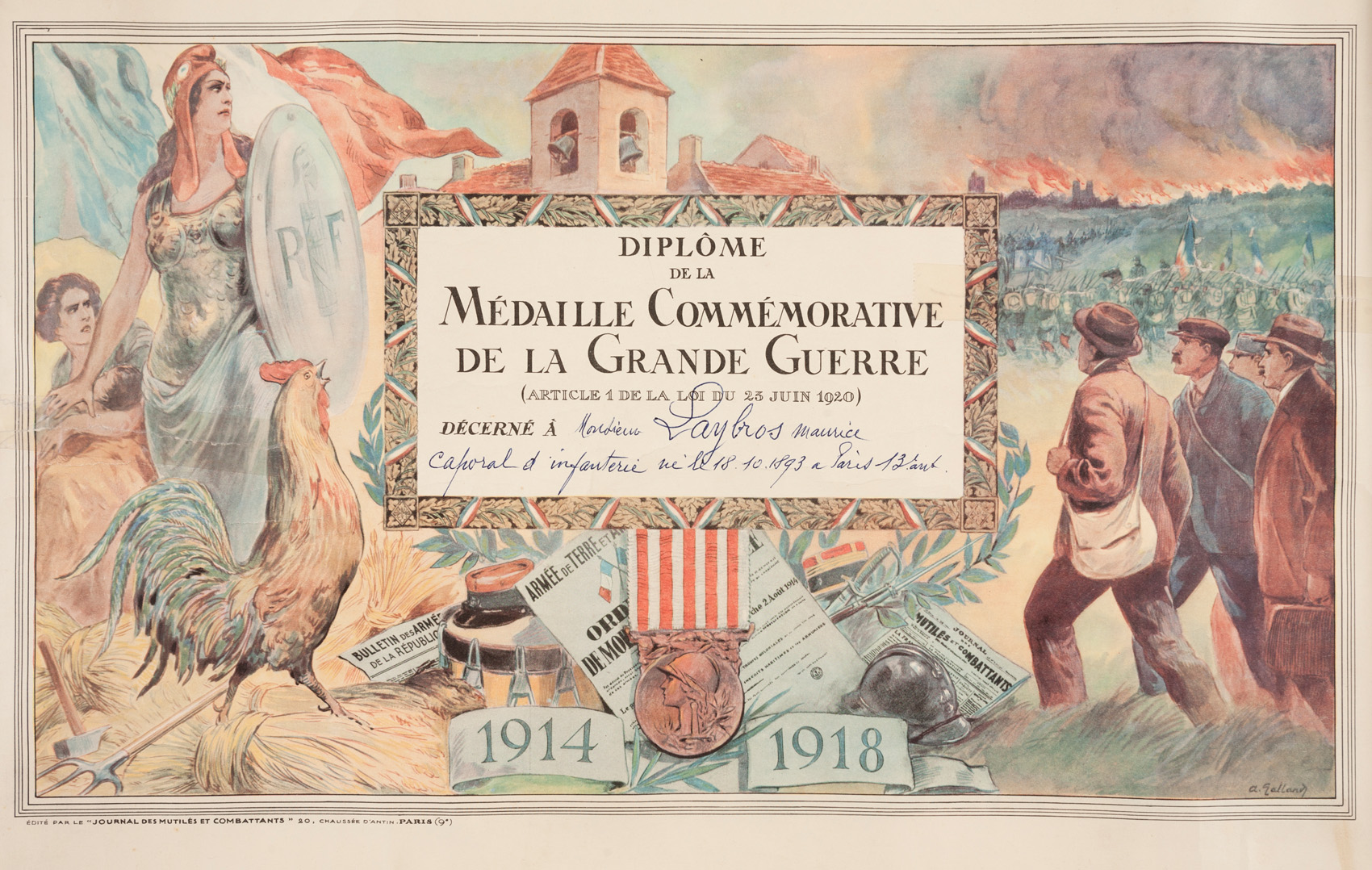
Свидетельство о награждении медалью «В память войны 1914—1918» капралу алжирских тиральеров

Медаль «В память войны 1914—1918» (фр. Médaille commémorative de la guerre 1914–1918) — французская награда, вручавшаяся солдатам и матросам за службу в Первой мировой войне. 
Утверждённая Законом от 23 июня 1920 года, она вручалась любому военнослужащему за службу в период со 2 августа 1914 по 11 ноября 1918 года, а также гражданским лицам, служившим в тот же период в армии или на государственной службе.
Для утверждения дизайна был проведён открытый конкурс, на суд жюри гравёры представили 73 модели. В конечном итоге была принята модель Пьера-Александра Морлона. Популярность конкурса возросла, когда престижный журнал L'Illustration опубликовал изображение шести выбранных моделей в статье от 29 января 1921 года.

## Условия награждения
Памятной военной медалью 1914–1918 годов награждали тех, кто служил при следующих условиях в период со 2 августа 1914 по 11 ноября 1918 года:
- Все французские солдаты и матросы, находящиеся под ружьем или на борту французских военных кораблей, и моряки торгового флота, какова бы ни была продолжительность их мобилизации.
- Все иностранные солдаты и матросы, служившие под флагом Франции или на борту французского корабля, за исключением пассажиров.
- Должностные лица и активисты дополнительных земельных участков железных дорог.
- Медсестры, врачи, фармацевты, менеджеры французского или иностранного гражданства, служившие в медицинских частях французской армии или на добровольной основе.
- Гражданские гвардейцы, полицейские и пожарные в подвергшихся бомбардировке городах, которые были официально зарегистрированы в вышеуказанный период и выполняли свои обязанности во время бомбардировок.
- Офицеры полиции Парижа и Сены, инспекционный персонал парижской полиции, штабные офицеры имущества Парижа и гражданской гвардии, все из которых были военизированы декретами от 7, 9, 19 августа и 21 сентября 1914 года.
- Французские солдаты, находившиеся за границей, служившие в рядах французской армии, завербовавшиеся во время войны в союзных и объединённых армиях Франции.
- Колониальные рабочие, занятые на работах по национальной обороне во Франции, при условии, что они отслужили шесть месяцев между датами получения права на участие.
- Лица французского или иностранного гражданства, которые служили в зоне боевых действий на работах, указанных ниже, аккредитованных при французском высшем командовании или под этим командованием:
  - Разнорабочие солдатских домом и пунктов питания и т.д.;
  - Рыцари Колумба;
  - Американский Красный Крест;
  - Мобильные санитарные секции Французского Красного Креста[англ.] и иностранцы во французской армии.
- Женщины-водители, телефонистки и секретари во французской армии при условии, что они проработали так не менее шести месяцев.[3]

## Описание награды
Медаль круглая, диаметром 33 мм, изготовлена из бронзы. На аверсе изображён профиль юной Минервы в шлеме образца 1915 года, представляющий Францию. Она увенчана лавровым венком и держит меч в левой руке. Вверху лавровый листы вместе с дубовым соединяют горизонтальную щель, через которую проходит лента и крепится к медали.
На реверсе легенда «GRANDE GUERRE 1914-1918», окружённая надписью «REPUBLIQUE FRANÇAISE».
Первоначально была застёжка «Engagés Volontaires» для призывников-добровольцев. Она была заменена, когда в 1935 году был учреждён Крест Добровольцев.